# Linia długa
Linia długa – linia transmisyjna przenosząca sygnały. Określenie stosowane przede wszystkim w teorii obwodów i technice mikrofal.
Linią długą jest każde urządzenie (pierwotnie linie przewodowe), w którym wymiar długości porównywalny jest z długością fali przebiegu elektrycznego rozchodzącego się w urządzeniu.
Przykładem linii długich są m.in. kable koncentryczne czy linia elektroenergetyczna napowietrzna wysokiego napięcia o znacznej długości (954 km).
W technice mikrofal definiuje się linię długą jako nieskończenie długą linię transmisyjną będącą idealnym odbiornikiem energii. W praktyce jest to linia transmisyjna o skończonej długości zakończona impedancją dopasowaną.
Linia długa jest charakteryzowana przez następujące parametry:
- R rezystancja jednostkowa linii [Ω/m],
- L indukcyjność jednostkowa linii [H/m],
- G konduktancja jednostkowa linii [S/m],
- C pojemność jednostkowa linii [F/m].

- Impedancja falowa linii:

{\displaystyle Z_{0}={\frac {U_{0}}{I_{0}}}={\sqrt {\frac {R+j\omega L}{G+j\omega C}}}.}
- Stała propagacji:

{\displaystyle \gamma ={\sqrt {(R+j\omega L)(G+j\omega C)}}=\alpha +j\beta .}
Część rzeczywista {\displaystyle \alpha } to tzw. stała tłumienia wyr. w [Np/m], podawana też w [dB/m], zaś część urojona {\displaystyle \beta =2\pi /\lambda =\omega /v} to stała fazowa wyr. w [rad/m]. {\displaystyle \omega } jest pulsacją. Dla linii bezstratnych {\displaystyle R=0,} {\displaystyle G=0,} {\displaystyle \alpha =0.} Prędkość fazowa fali w linii bezstratnej wynosi:
{\displaystyle v={\frac {1}{\sqrt {LC}}}={\frac {c}{\sqrt {\varepsilon _{r}\mu _{r}}}},}
i jest zawsze mniejsza od prędkości światła w próżni {\displaystyle c.}
Przykłady linii transmisyjnych (linie ciągłe są liniami sił pola elektrycznego E, zaś przerywane magnetycznego H, {\displaystyle \varepsilon _{r}} – względna przenikalność elektryczna i {\displaystyle \mu _{r}} – względna przenikalność magnetyczna ośrodka o charakterze dielektryka lub magnetyka, który w linii pełni rolę izolatora):

Linia koncentryczna

Linia dwuprzewodowa

Niesymetryczna linia paskowa

Do najpopularniejszych należy linia koncentryczna. Ma ona tę zaletę, że linie pól elektrycznego i magnetycznego zamykają się wewnątrz linii.
Schemat zastępczy odcinka linii długiej o długości {\displaystyle \Delta l} przedstawia poniższy rysunek:

Schemat zastępczy odcinka linii długiej

Schemat ten wyjaśnia znaczenie parametrów jednostkowych linii.
Korzystając z prawa Ohma, można dla tegoż odcinka linii zapisać układ równań:
{\displaystyle \left\{{\Delta u(l)=(R+j\omega L)\Delta l\,i(l) \atop \Delta i(l)=(G+j\omega C)\Delta l\,u(l)}\right.}
po przejściu do przyrostów infinitezymalnych (tj. dla nieskończenie małego {\displaystyle \Delta l}) otrzymać można:
{\displaystyle \left\{{{\frac {du(l)}{dl}}=(R+j\omega L)\,i(l) \atop {\frac {di(l)}{dl}}=(G+j\omega C)\,u(l)}\right.,}
co po podziałaniu na obydwie strony pierwszego z równań operatorem różniczkowania po długości i wstawieniu drugiego równania oraz podziałaniu na obydwie strony drugiego z równań operatorem różniczkowania po długości i wstawieniu pierwszego równania prowadzi w rezultacie do układu równań typu falowego opisujących zmiany napięć i prądów w linii transmisyjnej (tzw. równania telegrafistów). Jednoznaczne rozwiązania tego układu otrzymuje się przy ustalonym obciążeniu końca linii:
{\displaystyle Z_{K}={\frac {U_{K}}{I_{K}}},}
gdzie:
{\displaystyle Z_{K}} – impedancja obciążająca,
zaś
{\displaystyle U_{K}} i {\displaystyle I_{K}}
są odpowiednio napięciem i prądem na końcu linii (tj. dla {\displaystyle l=0}).
Rozwiązanie ma postać:
{\displaystyle u(l)=U_{K}\,cosh\gamma l+I_{K}Z_{0}\,sinh\gamma l,}
{\displaystyle i(l)=I_{K}\,cosh\gamma l+{\frac {U_{K}}{Z_{0}}}\,sinh\gamma l.}
Z prawa Ohma wynika, że impedancja widziana w dowolnym punkcie linii (w miejscu odległym o ::{\displaystyle l} od końca linii) wyniesie:
{\displaystyle Z_{we}(l)={\frac {u(l)}{i(l)}}=Z_{0}{\frac {Z_{K}+Z_{0}\,tanh\gamma l}{Z_{0}+Z_{K}\,tanh\gamma l}}.}
Dla linii bezstratnych zależność ta upraszcza się do postaci:
{\displaystyle Z_{we}(l)=Z_{0}{\frac {Z_{K}+jZ_{0}\,tan\beta l}{Z_{0}+jZ_{K}\,tan\beta l}}.}
Z racji tego, że większość linii transmisyjnych można uznać z dobrym przybliżeniem za bezstratne, powyższa zależność ma kardynalne znaczenie przy obliczaniu parametrów wielu obwodów mikrofalowych działających w oparciu o teorię linii transmisyjnych.
Jak widać impedancja linii zmienia się wraz z odległością od obciążenia stąd mówi się (w sensie impendancyjnym) o transformacyjnych własnościach linii.
Trywialnym przypadkiem, jest obciążenie linii impedancją {\displaystyle Z_{K}=Z_{0}} (przypadek idealnego dopasowania), dla którego w linii nic się nie zmienia i impedancja wejściowa na całej jej długości wynosi {\displaystyle Z_{0}.} Można więc powiedzieć, że impedancja charakterystyczna linii to taka impedancja, że po obciążeniu nią linii prąd, napięcie, a co za tym idzie także impedancja wejściowa, utrzymują się wzdłuż linii na stałym poziomie.
Stan dopasowania linii do obciążenia oznacza, że energia fali elektromagnetycznej propagującej się w linii w całości przedostaje się do obciążenia. W każdym innym przypadku mówi się o niedopasowaniu.
Używa się dwóch miar dopasowania mających genezę w teorii odbicia fali elektromagnetycznej na granicy ośrodków:
- współczynnik odbicia – stosunek napięcia fali odbitej do napięcia fali padającej:

{\displaystyle \Gamma ={\frac {u_{fo}}{u_{fp}}}={\frac {Z_{K}-Z_{0}}{Z_{K}+Z_{0}}}\qquad \Gamma \in \,<-1;1>}
- współczynnik fali stojącej

{\displaystyle WFS={\frac {u_{max}}{u_{min}}}={\frac {1+|\Gamma |}{1-|\Gamma |}}\qquad WFS\in \,<1;\infty )}
W literaturze anglojęzycznej używa się oznaczenia SWR (standing wave ratio).
W zależności od stanu obciążenia linii długiej rozróżnia się następujące przypadki szczególne:
| Rodzaj                                    | Opis                                                                               | Diagram |  |
| ----------------------------------------- | ---------------------------------------------------------------------------------- | ------- |  |
| Obciążenie impedancją dopasowaną.         | Na końcu linii nie dochodzi do odbicia (omówiony powyżej).                         |         |  |
| Zwarcie linii.                            | Pierwsze minimum napięcia przypada w odległości λ/2 od końca.                      |         |  |
| Rozwarcie linii                           | Pierwsze minimum napięcia przypada w odległości λ/4 od końca.                      |         |  |
| Obciążenie linii reaktancją pojemnościową | Pierwsze minimum napięcia lokuje się pomiędzy odległością λ/4 a końcem linii.      |         |  |
| Obciążenie linii reaktancją indukcyjną    | Pierwsze minimum napięcia lokuje się pomiędzy λ/2 a λ/4.                           |         |  |
| Obciążenie linii rezystancją              | Dwa przypadki tj. dla rezystancji mniejszych i większych od {\displaystyle Z_{0}.} |         |  |

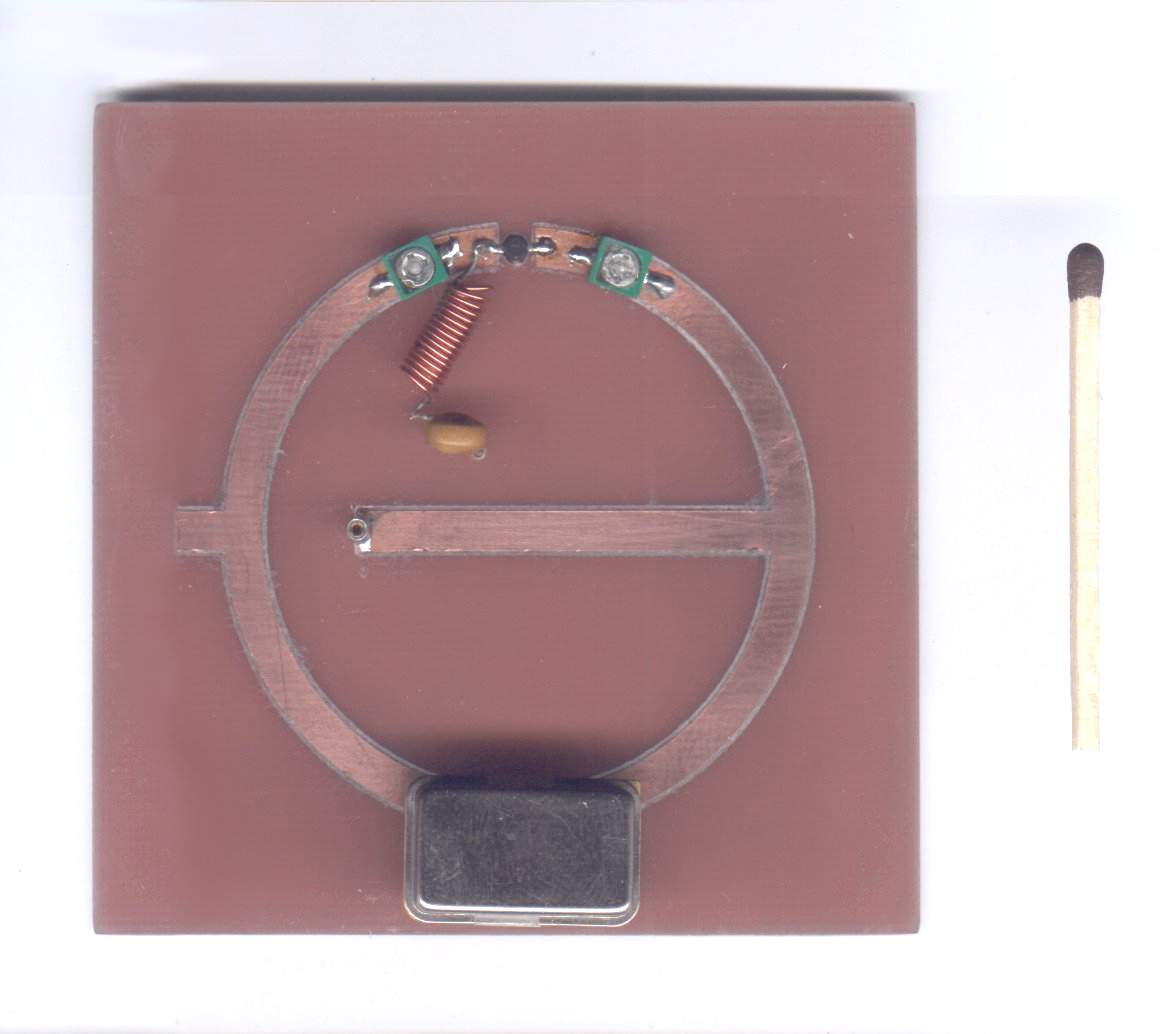
Oscylator zrealizowany w technice linii długich (tu niesymetrycznych linii paskowych)

Impedancję wejściową w dowolnym miejscu linii długiej można określić korzystając z wykresu Smitha.
Transformacyjne własności linii przesyłowych wykorzystuje się przede wszystkim w technice mikrofal do konstrukcji obwodów dopasowujących takich jak stroiki i transformatory ćwierćfalowe, a także rezonatorów, sprzęgaczy kierunkowych, dzielników mocy, przełączników itd.
Przykład wykorzystania linii transmisyjnych do konstrukcji oscylatora mikrofalowego stabilizowanego rezonatorem z akustyczną falą powierzchniową przedstawia poniższa fotografia (→).